# Arrestation d'un chef Bamiléké
L'arrestation d'un chef Bamiléké est l'acte final et public de désignation du chef en pays Bamiléké.

## Déroulement

### Préparations
Tous les enfants du chef entrent en compétition pour la désignation de son successeur. Le chef de son vivant désigne son successeur et ses adjoints et en informe le conseil des notables qui garde l'information secrète. 
La délégation des chefs conviés à la cérémonie doit prendre place suivant le protocole. 
Le maître de cérémonie, en général speaker, informe du programme. Le roi du village apparenté, dont la présence fait autorité pour valider la désignation du roi, arrive en principe en dernier parmi la délégation des chefs.

### Cérémonie
| Vidéos externes | |
|                 | https://www.youtube.com/watch?v=dpkXpTnTf1k Intronisation du chef Banfeko 25 janv. 2014 Simeon Tchameu |
|                 | https://www.youtube.com/watch?v=37gQVwGoV3E Arrestation de Djombissie Kamga, Chef Supérieur Fondjomekwet le 4 Janvier 2009, 26 sept. 2013 CultureetTradition Bamiléké |
|                 | https://www.youtube.com/watch?v=BZrl2zCyRq4 Arrestation du Chef Batcham 2001: Partie 05, 1 janv. 2019 Hiatsoon Network Obsèques de Sa Majesté Tatang Robert et arrestation de Sa Majesté Sonkwa Tatang Hervé, Chefferie Batcham, 29 Avril 2001                               |
|                 | https://www.youtube.com/watch?v=pT5cRQzmEqg Arrestation du chef traditionnel... 4 mars 2018 Constantin Dupré Fopoussi Les notables et les chefs du village voisins procèdent pendant les jours du deuil à l'arrestation du successeur selon la dernière volonté du défunt... |
|                 | https://www.youtube.com/watch?v=LDczIsdTZzU Film arrestation du chef chez les Baboutcha Fongam, 28 mai 2018, VIM TV 237 |

La danse des reines, veuves du Roi défunt et les cris de tristesse ouvre la cérémonie et est suivie des témoignages et éloges à propos du Roi défunt. Les associations culturelles, sociétés secrètes, patriarches, représentantes et représentants des enfants du chef, un chef voisin prennent la parole ou participent à la cérémonie.
Les enfants du Roi sont rassemblés au centre de la place des cérémonies. Ils sont assis ou debout, et les gardes royaux, masqués, montent la garde pour s'assurer qu'aucun enfant ne s’échappe. Le monarque désignant se retire avec les sous-chefs, les notables et autres membres des sociétés secrètes autorisées pour délibérer et s'assurer que le défunt chef a communiqué à ses notables et au monarque désignant l'identité du même futur roi. Après cette vérification et synchronisation, ils retournent sur la place publique. Les enfants sont rassemblés et mis debout, garçons comme filles. 
L'identité du successeur à la royauté est communiquée discrètement au responsable des gardes qui discrètement passe le mot à ses pairs. Les gardes se rapprochent et tournent autour des enfants du défunt roi dans une atmosphère tendue. Les chants et danses continuent autour par les différents groupes. 
Les gardes sautent sur le futur roi et - le soulevant littéralement du sol - disparaissent aussitôt avec lui dans la forêt sacrée. Les gardes s’organisent en équipe pour que certains parmi eux attrapent et portent le successeur et d'autres sécurisent les quelques dizaines de mètres entre le milieu de la place des cérémonies et l'entrée de la forêt sacrée. 
D'autres enfin ont construit une double porte en paille qui ferme l'accès à la forêt sacrée et achève ainsi la course des gardes vers la forêt sacrée.
On procède ensuite à l'arrestation des adjoints et nombreuses personnes qui joueront un rôle dans le village sous le nouveau chef.
On procède aussi à la désignation de la Maffo, la Reine mère. Plus âgée, elle se chargera de la logistique de la case de la forêt sacrée.
La cérémonie s'achève par le départ progressif des différents corps, personnalités, majestés et groupes.

### Articles liés
- Chefferie bamilékée
- Ndab
- Edmond Djoumessi II